# سن-دنی-له-بورگ
سن-دنی-له-بورگ (به فرانسوی: Saint-Denis-lès-Bourg) یک کمون در فرانسه است که در Canton of Viriat واقع شده‌است.

## خصوصیات
سن-دنی-له-بورگ ۱۲٫۵۸ کیلومترمربع مساحت و ۵٬۲۲۹ نفر جمعیت دارد.